# Дунама V
Дунама V (*д/н —1450) — 10-й маї Борну в 1446—1450 роках.

## Життєпис
Походив з династії Сейфуа, з гілки Ідрісі. Син маї Бірі III. З 1390-х років разом із стриєчними братами брав участь у боротьбі з представниками іншої гілки правлячої династії — Дауді.
З 1424 року почалася боротьба між представниками гілки Ідрісі. 1450 року повалив стриєчного брата — маї Кадая III. Проте не мав певної влади, посиливши загальний розгардіяш у державі, що призвело до посилення відцентрових тенденцій. Повалений 1450 року Мухаммадом II.